# Flavina curculioides
Flavina curculioides är en insektsart som först beskrevs av William Lucas Distant 1906.  Flavina curculioides ingår i släktet Flavina och familjen sköldstritar. Inga underarter finns listade i Catalogue of Life.